# Eleições estaduais em Alagoas em 1954
As eleições estaduais em Alagoas em 1954 ocorreram em 3 de outubro como parte das eleições gerais no Distrito Federal, em 20 estados e nos territórios federais do Acre, Amapá, Rondônia e Roraima. Foram eleitos os senadores Freitas Cavalcanti e Rui Palmeira, além de nove deputados federais e trinta e cinco deputados estaduais.
Nascido em Penedo, o advogado Freitas Cavalcanti é formado pela Universidade Federal de Pernambuco e possui especialização em Direito Penal e Direito Constitucional. Jornalista, escreveu para jornais na capital alagoana e em Belo Horizonte. Em Maceió dirigiu o Diário do Povo e depois a Imprensa Oficial. Inspetor de ensino, foi professor na atual Universidade Federal de Alagoas. Sua carreira política transcorreu sob a legenda da UDN e nela elegeu-se deputado federal em 1945 e 1950. Eleito senador quatro anos depois, renunciou ao mandato em 1961 quando o presidente Jânio Quadros o nomeou ministro do Tribunal de Contas da União.
Sua renúncia causou a efetivação de Afrânio Lages. Também advogado, formou-se pela Universidade Federal da Bahia. Presidente da seccional alagoana da Ordem dos Advogados do Brasil e do Instituto dos Advogados daquele estado, integrou o Instituto Histórico e Geográfico de Alagoas e, na condição de jornalista, a Associação Alagoana de Imprensa. Eleito deputado estadual em 1935, cumpriu o mandato até a chegada do Estado Novo. Professor da Universidade Federal de Alagoas, dirigiu a respectiva Faculdade de Direito e ocupou cargos de diretoria no Banco do Brasil e na Caixa Econômica Federal, além de ter integrado o Tribunal de Contas de Alagoas. Filho de Maceió, sua volta à política ocorreu em 1954 via UDN como suplente se senador e em 1961 foi efetivado com a renúncia do titular.
Nascido em São Miguel dos Campos, o advogado Rui Palmeira foi oficial de gabinete e secretário da prefeitura de Maceió entre os anos 1930 e 1940. Formado pela Universidade Federal de Pernambuco, foi delegado auxiliar de polícia na capital alagoana, secretário da Ordem dos Advogados do Brasil seção Alagoas e membro do Instituto dos Advogados de Alagoas, além de trabalhar no Departamento de Estatística. Jornalista, integrou a Associação Alagoana de Imprensa e trabalhou em jornais como Jornal de Alagoas e Gazeta de Alagoas, dentre outros. Eleito deputado federal pela UDN em 1945 e 1950, perdeu a eleição para governador em 1947, mas obteve um mandato de senador em 1954.

## Resultado da eleição para senador
Em relação à disputa para senador os arquivos do Tribunal Superior Eleitoral informam o comparecimento de 243.010 eleitores, dos quais 216.363 foram votos nominais. Foram apurados também 24.806 votos em branco (10,21%) 1.841 votos nulos (0,76%).
| Candidatos a senador da República | Candidatos a suplente de senador | Número | Coligação           | Votação | Percentual |
| --------------------------------- | -------------------------------- | ------ | ------------------- | ------- | ---------- |
| Freitas Cavalcanti UDN            | Ver abaixo -                     | -      | UDN (sem coligação) | 60.061  | 27,76%     |
| Rui Palmeira UDN                  | Ver abaixo -                     | -      | UDN (sem coligação) | 56.674  | 26,19%     |
| Ismar de Góis Monteiro PSD        | Ver abaixo -                     | -      | PSD (sem coligação) | 47.309  | 21,87%     |
| Guedes de Miranda PSD             | Ver abaixo -                     | -      | PSD (sem coligação) | 43.556  | 20,13%     |
| Silvestre Péricles PSP            | Ver abaixo -                     | -      | PSP (sem coligação) | 8.763   | 4,05%      |
| Fontes:                           |                                  |        |                     |         |            |

## Resultado da eleição para suplente de senador
Foram apurados 205.554 votos nominais (84,59%), 35.765 votos em branco (14,72%) e 1.691 votos nulos (0,69%), resultando no comparecimento de 243.010 eleitores.
| Candidatos a senador da República | Candidatos a suplente de senador      | Número | Coligação           | Votação | Percentual |
| --------------------------------- | ------------------------------------- | ------ | ------------------- | ------- | ---------- |
| Ver acima -                       | Afrânio Lages UDN                     | -      | UDN (sem coligação) | 56.894  | 27,68%     |
| Ver acima -                       | Luís Cavalcanti UDN                   | -      | UDN (sem coligação) | 55.832  | 27,16%     |
| Ver acima -                       | José Sebastião Teixeira PSD           | -      | PSD (sem coligação) | 47.145  | 22,93%     |
| Ver acima -                       | Agenor Bernardo Carneiro da Cunha PSD | -      | PSD (sem coligação) | 43.410  | 21,12%     |
| Ver acima -                       | Esmeraldino Oliveira PSP              | -      | PSP (sem coligação) | 2.273   | 1,11%      |

## Deputados federais eleitos
São relacionados os candidatos eleitos com informações complementares da Câmara dos Deputados.

Representação eleita
  UDN: 5
  PTB: 2
  PSD: 1
  PSB: 1

| Deputados federais eleitos | Partido | Votação | Percentual | Cidade onde nasceu | Unidade federativa |
| Muniz Falcão               | PTB     | 13.115  | 5,39%      | Ouricuri           | Pernambuco         |
| José Afonso                | UDN     | 8.613   | 3,54%      | Murici             | Alagoas            |
| Oceano Carleial            | UDN     | 8.183   | 3,36%      | Barbalha           | Ceará              |
| Armando Lages              | UDN     | 7.953   | 3,27%      | Maceió             | Alagoas            |
| Segismundo Andrade         | UDN     | 7.760   | 3,19%      | Pão de Açúcar      | Alagoas            |
| Medeiros Neto              | PSD     | 7.444   | 3,06%      | Traipu             | Alagoas            |
| Aurélio Viana              | PSB     | 7.069   | 2,90%      | Maceió             | Alagoas            |
| José Maria de Melo         | UDN     | 6.126   | 2,52%      | Viçosa             | Alagoas            |
| Ary Pitombo                | PTB     | 5.983   | 2,46%      | Neópolis           | Sergipe            |
| Fontes:                    |         |         |            |                    |                    |

## Deputados estaduais eleitos
Estavam em jogo as 35 cadeiras da Assembleia Legislativa de Alagoas.

Representação eleita
  UDN: 16
  PSD: 8
  PTN: 5
  PTB: 3
  PSP: 3

| Deputados estaduais eleitos   | Partido | Votação | Percentual | Cidade onde nasceu    | Unidade federativa |
| José Marques da Silva         | UDN     | 3.663   | 3,42%      | Anadia                | Alagoas            |
| Claudenor de Albuquerque Lima | PSD     | 2.904   | 2,71%      | Arapiraca             | Alagoas            |
| Oséas Cardoso                 | PTN     | 2.785   | 2,60%      | Viçosa                | Alagoas            |
| Aderval Vanderlei Tenório     | PSD     | 2.518   | 2,35%      | Poço das Trincheiras  | Alagoas            |
| Arnaldo Pinto Guedes de Paiva | PSD     | 2.471   | 2,30%      | Rio Largo             | Alagoas            |
| Humberto Correia Mendes       | PTN     | 2.456   | 2,29%      | Maceió                | Alagoas            |
| Ulisses Vitorino Botelho      | UDN     | 1.817   | 1,69%      | Arapiraca             | Alagoas            |
| João Cabral Tolêdo            | PTN     | 1.775   | 1,65%      | Maceió                | Alagoas            |
| Geraldo Sampaio               | UDN     | 1.773   | 1,65%      | Palmeira dos Índios   | Alagoas            |
| Luiz Gonzaga Moreira Coutinho | UDN     | 1.765   | 1,64%      | Delmiro Gouveia       | Alagoas            |
| Luiz de Freitas Rezende       | UDN     | 1.691   | 1,58%      | Porto Real do Colégio | Alagoas            |
| Abrahão Moura                 | PTB     | 1.681   | 1,57%      | Atalaia               | Alagoas            |
| José Bezerra                  | UDN     | 1.590   | 1,48%      | Limoeiro de Anadia    | Alagoas            |
| Augusto de Freitas Machado    | PSD     | 1.572   | 1,46%      | Pão de Açúcar         | Alagoas            |
| Renato de Alencar Bilar       | UDN     | 1.455   | 1,36%      | Estrela de Alagoas    | Alagoas            |
| Lamenha Filho                 | PSD     | 1.439   | 1,34%      | São Luís do Quitunde  | Alagoas            |
| Antenor Correia Serpa         | UDN     | 1.417   | 1,32%      | Delmiro Gouveia       | Alagoas            |
| Teotônio Vilela               | UDN     | 1.387   | 1,29%      | Viçosa                | Alagoas            |
| Carlos Gomes de Barros        | UDN     | 1.358   | 1,26%      | Passo de Camaragibe   | Alagoas            |
| Hermann Elson de Almeida      | UDN     | 1.345   | 1,25%      | Maceió                | Alagoas            |
| Edson Tenório de Almeida Lins | PSD     | 1.321   | 1,23%      | São José da Tapera    | Alagoas            |
| Antônio Gomes de Barros       | UDN     | 1.315   | 1,22%      | Novo Lino             | Alagoas            |
| Antonino de Albuquerque Malta | UDN     | 1.276   | 1,19%      | Canapi                | Alagoas            |
| Antônio Machado Lobo          | UDN     | 1.273   | 1,18%      | Palmeira dos Índios   | Alagoas            |
| Mário da Costa Guimarães      | UDN     | 1.263   | 1,18%      | São Paulo             | São Paulo          |
| Luiz Gonzaga Malta Gaia       | PSD     | 1.216   | 1,13%      | Mata Grande           | Alagoas            |
| Sizenando Nabuco de Melo      | PTB     | 1.191   | 1,11%      | Passo de Camaragibe   | Alagoas            |
| Siloé Valeriano Tavares       | UDN     | 1.188   | 1,11%      | Junqueiro             | Alagoas            |
| Antenor Claudino da Costa     | PTN     | 1.180   | 1,10%      | Feira Grande          | Alagoas            |
| Armando Moreira Soares        | PSD     | 1.138   | 1,06%      | Maceió                | Alagoas            |
| Manuel Freire Borges          | PTB     | 1.103   | 1,03%      | Cajueiro              | Alagoas            |
| José Afonso de Melo           | PTN     | 1.096   | 1,02%      | Murici                | Alagoas            |
| Otacílio Silveira Cavalcanti  | PSP     | 1.004   | 0,93%      | Lagoa da Canoa        | Alagoas            |
| Ramiro Costa Pereira          | PSP     | 946     | 0,88%      | Taquarana             | Alagoas            |
| Júlio de Farias França        | PSP     | 829     | 0,77%      | Colônia Leopoldina    | Alagoas            |
| Fontes:                       |         |         |            |                       |                    |